# Електрични проводник
Електрични проводник или проводник (лат. konduktor, од conduco - водим; у старијој терминологији електроноша) електрично је проводна материја, то јест материја кроз коју електрична струја може континуирано да тече. Електричним проводником се сматра материја којој је електрична проводност већа од приближно 107 S/m. Електрична проводност метала темељи се на грађи њихових атома, односно на лакој покретљивости електрона спољне електронске љуске, који се под деловањем неке силе могу усмерено кретати. Бакар и алуминијум користе се најчешће као материјали електричних проводника, док су сребро и злато за то прескупи, али се, уз друге метале и легуре, употребљавају за електричне контакте. У те се сврхе, посебно у облику електрода, користи и угљеник (графит), који је електрично проводан због својих делокализованих, лакопокретљивих електрона. Неке материје (метали, легуре или керамички оксиди), охлађене на екстремно ниске температуре, изгубе свој електрични отпор па постану идеални проводници електричне струје (суперпроводност). Електролити (раствори соли, киселине, лужине), који проводе електричну струју захваљујући покретљивости својих јона, се у ужем смислу не убрајају у електричне проводнике.
Електричним проводником сматра се и тело грађено од електрично проводљиве материје. То је понајприје жица, најчешће од истог материјала (хомогени проводник) или од два различита материјала (комбиновани проводник), гола или изолована, углавном кружног пресека, која у оквиру електричног вода служи за провођење електричне струје предвиђеним путем. Осим жице, као проводник служи и трака, шипка или плоча, као што је то на пример у громобранској заштити. У терминологији електроенергетског система, проводник је назив за део (компоненту) електричног вода који током погона трајно проводи струју оптерећења вода (фазни водич у трофазним водовима наизменичне струје и полни проводник у водовима истосмерне струје). Материјали за електричне водиче углавном су тврдовучени бакар или алуминијум, те неке легуре на њиховој основи. У првом раздобљу развоја јавне електрификације, за проводнике надземних водова за пренос и раздеобу електричне енергије употребљавао се углавном бакар. Данас се највише користи сам алуминијум или се комбинује с челиком, како би се проводник механички појачао (алуминијско-челични проводник познат као алучел), односно каткада чвршћа легура алуминијума (на пример Алдреј). За разлику од надземних водова, за проводнике подземних водова (каблова) узима се, осим алуминијума, сразмерно често и бакар. Пуне жице од меканог бакра (понекад од алуминијума) данас се употребљавају за проводнике само у унутрашњим инсталацијама зграда, јер се могу лако савијати, што је за те инсталације битно. Проводници положени под малтер или у бетон у зградама изоловани су углавном полимерним материјалима. Проводници се налазе у многим електричним уређајима, као што су то жице намота електричних машина и трансформатора, електромагнета, пригушница, служе као цевне и друге сабирнице у расклопним енергетским постројењима, проводници су и контактне жице електричних жељезница, тролејбуса и трамваја, те чак и трамвајски колосеци. У телекомуникацијским водовима, проводници се користе за пренос звука, слике и информација на велике удаљености, а основна су компонента и у сигналним инсталацијским мрежама.

## Електрични проводници и електрични изолатори
Ако се пређе руком преко електризованог стакленог штапа и ако се приближи затим папирићима, може се видети да их више неће привлачити. Штап више није електричан, јер је изгубио свој електрични набој. Електрицитет је прешао преко руке у земљу. Наелектрисани штап након додира на пример комада воска, смоле или дрва, и даље привлачи папириће. Електрицитет се у овом случају није изгубио као претходно додиром штапа руком или било којим металом. Другим речима, све материје не спроводе једнако електрицитет, а према томе ни електричну струју.
Због тога се материје деле на електричне проводнике и електричне изолаторе, који се такође називају и диелектрици. Проводници су материје које добро проводе електричну струју, док је изолатори не проводе. Проводници су сви метали, разређени гасови, нечиста вода, киселине, раствори соли и база (лужина), угљен, стакло у течном стању и тако даље. Сви метали нису једнако добри проводници. Међу њима је најбољи проводници сребро, а затим бакар. Алуминијум је такође добар проводник, те се много употребљава за електричне водове високог електричног напона. Изолатори су стакло, порцулан, кварц, тињац (тињци или лискуни су слојевити силикати или филосиликати), гума, свила, парафин, уље, чиста вода и тако даље.
Проводници и изолатори су једнако важни у свакодневном животу, јер се први употребљавају за провођење електричне струје, док други служе за спречавање пролаза струје. Тако на пример чашице од порцулана служе за везивање жица на електричним стубовима: то су изолатори. Исто тако електричне жице се обавијају слојем гуме, пластиком, свилом или папиром који је намочен у парафин да не би струја прешла са жице на друге предмете.

## Специфична проводљивост техничких материјала
Табела и слика дају поређење специфичних проводљивости најчешће кориштених материјала у електрици и електроници, при 20 °.
| материјал    | спец. проводљивост |
|              | m/Ω                |
| алуминијум   | 25-34,5            |
| бакар        | 56-57              |
| цекас        | 0,89-1,03          |
| константан   | 2                  |
| челична жица | 5,9                |
| месинг       | 12,5-14            |
| платина      | 10                 |
| сребро       | 61                 |
| угљен        | око 0,01           |
| волфрам      | 18,1               |
| злато        | 43,5               |
| жива         | 1,04               |

Струју најбоље проводи сребро, а затим бакар који је међутим знатно јефтинији. Када није битна запремина, већ само цена и маса проводника, као нпр. код далековода, користи се алуминијум. Како су поред проводљивости често важна и нека хемијска или механичка својства проводника користе се и многи други метали и њихове легуре, нпр. злато, платина, цинк, жива, месинг, бронза, челик.
Добру проводљивост имају и неки раствори, мада се механизам преноса електричног набоја у растворима (који се називају електролитима) битно разликује од механизма премештања електрона у чврстим материјама и може бити врло компликован.
На крају, постоје материје, које мењају проводљивост зависно од разних услова, а међу њима најпознатији су тзв. полупроводници. То су посебне врсте материјала на бази хемијских елемената силицијума или германијума, који изражено мењају проводљивост зависно од температуре и количине нечистоћа.
Већина проводника смањује проводљивост (теже допушта кретање електрона) ако се загреје на више температуре и обратно. Код врло врло ниских температура, неки материјали постају суперпроводни, тј. прескакање електрона с атома на атом се дешава без икаквог отпора.
Постоје међутим и материјали који се понашају обрнуто. Тако на пример угљену расте проводљивост при порасту температуре. Мало је познато, да један од најбољих изолатора при собној температури - стакло,  постаје јако проводно кад се угреје до температуре топљења.
Пуно су ређи материјали, који у уобичајеним температурним границама готово нимало не мењају проводљивост. Такав је на пример тзв. константан. Они се користе за посебне намене у електротехници и електроници, најчешће у колима за аутоматску регулацију и температурну стабилизацију.

## Проводници
Разне врсте голих или изолованих жица и кабала за електричне инсталације, тролејводове и др. Полажу се као ваздушни водови (разапети између носећих елемената или стубова од којих су изоловани разним изведбама изолатора), затим за полагање у земљу, под море, под малтер, у заштитне цеви, за рударске намене и др.
Проводници се у техници јављају као:
- голи проводници
  - тролејводови (за одузимање енергије за погон локомотива, трамваја, дизалица и др.) посебно обликованог, стандардизираног пресека за поједине намене.
  - гола бакарна жица (за разводне кутије, електронске уређаје, електричне пећи и сл.)
- изоловани проводници (каблови)
  - лак-жица (лаком изолована бакарна жица) за мотање мањих трансформатора, завојница и сл.
  - каблови с гуменом изолацијом (са или без спољног заштитног оплета од памука, челичне жице или траке)
  - каблови с ПВЦ изолацијом (округли са или без додатне спољне заштитне облоге, пљоснати разних изведби за постављање под малтер и др.)
  - свилом изолована жица за завојнице и уређаје слабе струје
  - тешке и оклопљене изведбе за погонске - радионичке услове

Такође постоје посебне изведбе са носећим ужетом за вешање на великим распонима, отпорне на атмосферске услове, лаке и ојачане изведбе, многожичне и финожичне изведбе (плетеница од танких жица које подносе вибрације и вишеструка савијања, нпр. за аутомобиле, машине за прање и сл) Посебне су изведбе за виши и високи напон. Све изведбе, као и систем означавања, допуштена механичка и струјна оптеретивост, максимални провес ваздушних водова и друго су стандардизовани.

### Боје код вишежилних изолованих водова
- Црни, смеђи и сиви вод – примењују се за фазне водове.
- Светлоплави вод – примењује се за неутрални вод, ако нема неутралног вода може се користити за фазни вод.
- Зелено-жути вод – примењује се за водове са заштитном функцијом (уземљење).

## Струјна оптеретивост проводника
Струјна оптеретивост проводник зависи од врсте проводника, посебно од својстава изолације и начина полагања, те посебно од површине пресека проводника. Изражава се као допуштена јачина струје по јединици површине пресека (A/mm2), а за конкретне пресеке као допуштена јачина струје у амперима (A) при дефинисаној температури околине (0, 20 или 40 °).
Стандардизирани су такође и пресеци проводника. Табела даје површину пресека зависно од пречника за чешће кориштене пресеке у домаћинствима и оптеретивост (једнака је називној струји осигурача којим се струјни круг осигурава) за цевне, оклопљене кабалске или вишежилне проводнике који нису положени у цевима, те вишежилне савитљиве прикључне водове при 25 °:
| пречник []:      | 0,98 | 1,13 | 1,78 | 2,26 | 2,76 | 3,57 |
| пресек [2]:      | 0,75 | 1    | 2,5  | 4    | 6    | 10   |
| оптеретивост []: | --   | 10   | 20   | 25   | 35   | 50   |

Детаљнији прорачун инсталација у коме се узимају у обзир очекиване врсте утрошака, температуре околине, резерву за развој или проширење, врсте и начине полагања водова итд. За сваку конкретну инсталацију треба да буде одређен пројектом електроинсталације, кога израђује овлаштена пројектна кућа или инсталатерско предузеће. Пројектом се дефинишу и све сигурносне мере (уземљења, систем заштитних проводника и др) на које обвезују стандарди и технички прописи.